# Uzunoba (Xaçmaz)
Uzunoba è un comune dell'Azerbaigian situato nel distretto di Xaçmaz. Conta una popolazione di 1 260 abitanti.